# Xavánte
Cet article concerne la langue xavánte. Pour le peuple xavánte, voir Xavántes.
Le xavánte (ou xavante, chavante) est une langue macro-jê parlée par le peuple amérindien des Xavántes dans une soixantaine de villages du Mato Grosso oriental, au Brésil. Le xavánte présente un caractère unique en raison de son système phonétique comprenant 13 voyelles, et 13 consonnes correspondantes, de son organisation grammaticale de type Objet-Sujet-Verbe (OSV), et de l'utilisation de termes honorifiques et d'affection dans sa morphologie.

## Écriture
Le xavánte est écrit avec deux orthographes. La première est basée sur l’orthographe portugaise et a été définie lors d’ateliers organisés entre le 28 juin et 30 juillet 1976 et a été adopté par certaines communautés et la seconde est une révision adoptée par d’autres communautés.
| a | â | b | d | é | ẽ | h | i | m | n | nh | o |
| ô | õ | p | r | s | t | u | w | y | z | ’  |   |

Dans le dictionnaire de Joan Hall, Ruth Alice McLeod et Valerie Mitchell de 2004, le préfixe pronominal de la première personne du singulier à un trait souscrit ‹ ĩ̱ › pour le distinguer de celui de la troisième personne du singulier ‹ ĩ ›.

## Phonétique

### Voyelles
|         | Antérieure | Centrale | Postérieure |
| ------- | ---------- | -------- | ----------- |
| Haute   | i, ĩ       | ɨ        | u           |
| Moyenne | e          | ə        | o           |
| Basse   | ɛ, ɛ̃       | a, ã     | ɔ, ɔ̃        |

### Consonnes
|           | Labiale | Labiale | Apicale | Apicale | Vélaire | Glottale |
| --------- | ------- | ------- | ------- | ------- | ------- | -------- |
| Occlusive | p       | b       | t       | d       |         | ʔ        |
| Nasale    | m       | m       | n       | n       | ŋ       |          |
| Fricative |         |         | s       | z       |         | h        |
| Battue    |         |         | ɾ       | ɾ       |         |          |
| Spirante  | w       | w       |         |         |         |          |